# Пашковський Маріан Владиславович
Пашковський Маріан Владиславович (01.02.1928 — 19.05.2012) — український і радянський фізик доктор фізико-математичних наук, професор, завідувач кафедри фізики напівпровідників Львівського університету, заслужений діяч науки і техніки України (1999), заслужений професор Львівського університету (2003).

## Біографія
Закінчив фізико-математичний факультет Львівського університету (1952), аспірантуру (1957). У 1952–54 учителював; 1954–55 викладач математики Львівського технікуму громадського харчування; 1957–58 в.о. доцента кафедри експериментальної фізики, 1958–62 в.о. доцента, 1962–64 доцент кафедри фізики твердого тіла, 1964–74 доцент, з 1974 професор, 1964–72, 1976–80 завідувач кафедри фізики напівпровідників Львівського університету.

## Наукові інтереси
Наукові праці стосуються досліджень напівпровідникових матеріалів, зокрема сірчистої ртуті; вузькозонних напівпровідників на основі твердих розчинів халькогенідів ртуті; окисних кристалів, особливо вольфраматів двовалентних металів, ніобату літію, силіцію.

## Досягнення
Керівник близько 40 кандидатських дисертацій. Автор близько 450 наукових праць. Лауреат Державної премії УРСР (1986). Заслужений професор ЛНУ імені Івана Франка (2003). Заступник редактора журналу «Фізична електроніка» (1969-86).